# Embsay
Embsay – wieś w Anglii, w hrabstwie North Yorkshire, w dystrykcie (unitary authority) North Yorkshire. Leży 60 km na zachód od miasta York i 302 km na północny zachód od Londynu. Miejscowość liczy 1758 mieszkańców.